# Ермилов, Василий Алексеевич
Василий Алексеевич Ермилов (13 января 1914, Афанасьево, Владимирская губерния — 6 декабря 2000, Донецк) — советский футболист, нападающий, тренер.

## Биография
Родился 31 декабря 1913 (13 января 1914) года в деревне Афанасьево (ныне — в Вязниковском районе Владимирской области). С 1924 года жил с семьёй в г. Нововязники, где окончил школу, затем окончил Нижегородское железнодорожное училище (1932). В 1933 году поступил в Московский механико-технологический техникум. Начинал играть в футбол за команду Нововязниковской фабрики им. Р.Люксембург и за сборную города Вязники. В середине 1930-х годов играл в Москве за команду «Бабаевка», представлявшую кондитерскую фабрику.
Начал выступать в соревнованиях мастеров в 1938 году в московском «Пищевике». В первом сезоне принял участие в 6 матчах класса «А» и забил один гол — 12 ноября 1938 года в ворота московского «Торпедо». Затем продолжал играть за «Пищевик» в классе «Б», где за два сезона забил 16 голов. В 1941 году перешёл в армейский клуб ККА (Москва), но не сыграл ни одного матча.
Участник Великой Отечественной войны. Награждён Орденом Отечественной войны II степени (1985).
С 1946 года выступал за «Шахтёр» (Сталино), в первых трёх сезонах играл в классе «Б». В 1947 году в кубковом матче против днепропетровской «Стали» (3:3) сделал хет-трик, причём несмотря на невысокий рост все три гола забил головой. В 1949 году со своим клубом играл в классе «А», где провёл 28 матчей и забил 2 гола.
Всего в высшей лиге сыграл 34 матча и забил 3 гола.
В 1953 году вошёл в тренерский штаб «Шахтёра» в качестве помощника Александра Пономарёва, при его участии клуб заслужил право вернуться в высшую лигу. С июня 1956 года по конце 1957 года был главным тренером клуба.
После ухода из «Шахтёра» много лет с перерывом работал тренером и главным тренером донецкого «Локомотива», игравшего в классе «Б». В промежутке, в 1964—1965 годах, возглавлял гомельский «Спартак». В конце карьеры входил в тренерский штаб «Шахтёра» (Горловка).
Скончался в Донецке 6 декабря 2000 года на 87-м году жизни. В его память, как и других футболистов «Шахтёра» — фронтовиков, в 2013 году в Донецке открыта мемориальная доска и посажено дерево.